# Louisa Murray, 2.ª Condessa de Mansfield
Louisa Murray, 2.ª Condessa de Mansfield (nascida Cathcart, mais tarde Greville ; 1758 – 11 de julho de 1843),  foi uma nobre escocesa. Ela se casou primeiro com David Murray, 2.º Conde de Mansfield, e depois com Robert Fulke Greville.
Louisa era filha de Charles Cathcart, 9.º Lorde Cathcart, e sua esposa, a ex- Jane Hamilton, neta da 3.ª Duquesa de Hamilton. Ela foi batizada em 1 de julho de 1758 em Alloa. 
Em 5 de maio de 1776, Louisa casou-se com o nobre escocês David Murray, então visconde de Stormont.  Assim ela se tornou a Viscondessa de Stormont. Era o segundo casamento do Visconde, e ele era trinta anos mais velho que Louisa. Seus cinco filhos foram:
- David William Murray, 3.º Conde de Mansfield (1777–1840)
- Tenente-General Hon. George Murray (1780–1848)
- O Major Hon. Charles Murray (1781–1859), casou-se com Elizabeth Law e teve filhos
- O general Honorável Sir Henry Murray (1784–1860), casou-se com Emily, filha de Gerard de Vismé, e teve filhos [4]
- Senhora Caroline Murray (? – 1867)

A sede da família era o Palácio Scone, mas o Visconde era o embaixador britânico em Paris, onde sua amiga íntima Madame du Deffand comentou que sua nova esposa "é bonita, ela se comporta mal e não tem maneiras encantadoras, mas sua expressão é cheia de inteligência".  A rainha Maria Antonieta falou certa vez com Lady Stormont, mas ficou tão impressionada com sua majestade que não conseguiu falar, e a rainha graciosamente continuou falando como se Lady Stormont tivesse se dirigido a ela.
George Paterson realizou melhorias no Palácio Scone até 1783, quando a casa foi considerada adequada como residência regular.
Em 1776, o tio de Lorde Stormont, William Murray, 1.º Barão Mansfield, foi criado Conde de Mansfield. Ele não tinha filhos e, por isso, o título foi criado com um legado para Louisa e sua descendência com Lorde Stormont. O Complete Peerage observa: "A estranha limitação do Condado em 1776 deveu-se, sem dúvida, à noção então prevalente de que nenhum título de nobreza britânico concedido, mesmo em parte, a um par escocês permitiria que tal par ocupasse assento no Parlamento. Isso se baseou na resolução absurda aprovada pela Câmara dos Lordes em 1711 quanto à impotência semelhante de um título de nobreza britânico concedido a um par da Escócia, resolução essa que foi rescindida em 1782. Consequentemente, em 1792, a limitação do Condado foi feita com parte em parte, em parte, ao sobrinho do beneficiário, embora fosse um par da Escócia." Assim, quando seu marido morreu em 1796, seu filho herdou a segunda criação. Louisa sobreviveu ao filho e, com sua morte em 1843, a primeira criação foi herdada por seu neto, William, o 4.º Conde.
Na época da morte de seu primeiro marido, Louisa ainda estava na casa dos trinta. Ela se casou novamente, desta vez com seu primo, o tenente-coronel hon. Robert Fulke Greville (um filho mais novo de Francis Greville, 1.º conde de Warwick e Elizabeth Hamilton ), em 19 de outubro de 1797, na Igreja Paroquial de St Marylebone.  Do seu segundo marido ela teve mais três filhos:
- Lady Georgiana Greville (1798–1871), casou-se com o general Sir George Cathcart e teve filhos
- Lady Louisa Greville (1800–1883), casou-se com o Honorável Rev. Daniel Heneage Finch-Hatton e teve filhos
- Hon. Robert Fulke Greville (1800–1867), casou-se com Georgiana (falecida em 1867), filha de Charles Lock . Teve um filho chamado William Hamilton Greville (1826-1848). [7]

A Rainha Charlotte enviou uma carta a Lady Mansfield em 5 de janeiro de 1801 escrevendo:
```
Senhora, comuniquei o conteúdo de sua carta a Sua Majestade, que concorda perfeitamente com a senhora e com o Sr. Greville que os Príncipes de Orleans, sendo estrangeiros de distinção, deveriam ter permissão para passar por Richmond Park.
 
Eu deveria ter respondido ontem se não tivesse recebido a carta tarde demais para o correio.

 
Fico feliz em saber que você está tão bem recuperada após o parto, mas, embora eu saiba que o garotinho (Robert) é tão bonito quanto sua irmã, espero não desagradar quando digo que a querida e doce Georgina carregará o prêmio comigo.

 
Peço meus cumprimentos ao Sr. Greville e sou o amigo afetuoso da minha querida Lady Mansfield.
 
[
8
]
```

O retrato de Lady Mansfield foi pintado por George Romney.  Ela morreu em 11 de julho de 1843 e foi enterrada no túmulo da família de seu segundo marido na sala capitular da Igreja Colegiada de Santa Maria, Warwick. 